# Aleksandra Granda
Aleksandra Granda (ur. 17 kwietnia 1980) – polska lekkoatletka uprawiająca skok o tyczce.

## Kariera
Reprezentowała Polskę podczas superligi pucharu Europy (Paryż 1999) – z wynikiem 3,85 zajęła 8. miejsce. Medalistka mistrzostw Polski seniorów, zarówno w hali jak i na stadionie.

## Rekordy życiowe
- skok o tyczce – 3,85 (1999)[6]
- skok o tyczce (hala) – 3,75 (1998)[7]